# Isotropantenne
En isotropantenne er en teoretisk radioantenne, der udgør et punkt uden udstrækning i nogen retning. Den kan kun bruges som reference i beregninger, da man i praksis ikke kan udsende elektriske eller magnetiske felter fra et punkt.
Isotropantennens fiktive forstærkning (regnet med fortegn) i forhold til en ideel halvbølge dipolantenne er -2,14 dB – det skrives også -2,14 dBd, "d" efter dB viser, at forstærkningen er i forhold til en dipolantenne.
Det gælder så også, at dipolantennen i forhold til en isotropantenne har en forstærkning på +2,14 dBi, hvor "i" efter dB viser, at forstærkningen er i forhold til isotropantennen.